# Josef Gasser (Komponist)
Josef Gasser (* 24. März 1873 in Lienz; † 10. Januar 1957 in Neustift bei Brixen) war ein österreichischer Komponist und Kirchenmusiker.

## Leben
Gasser begann seine musikalischen Studien in Neustift. Später ließ er sich in Innsbruck zum Volksschullehrer ausbilden. Dort lernte er Vinzenz Goller kennen, den Gasser von da an zu seinen Freunden zählte. Nach vierjähriger Ausübung seines Berufs entschloss er sich, gemeinsam mit Goller die Musikhochschule in Regensburg zu besuchen.
Nach erfolgreichem Abschluss wirkte Gasser zehn Jahre als Organist und Chorleiter in Kaltern. Es verschlug ihn 1910 nach Innsbruck, wo er als Chorregent im Stift Wilten tätig war. 1923 zog sich Gasser, bis zu seinem Tod, ins Kloster Neustift bei Brixen zurück. Er ließ das Musikleben im Kloster wieder aufblühen und komponierte zahlreiche Werke. Im Kloster war Gasser als Chordirektor, Organist sowie als Gesangs- und Instrumentallehrer der dortigen Sängerknaben tätig. Ihm ist auch die Wiederbelebung des Sternsingens in Neustift zu verdanken. 

## Werk
Gasser widmete sich vor allem der Chormusik. Er schrieb Messen, beispielsweise die berühmte Missa solemnis in e-Moll und das Te Deum (Erstaufführung beim 800-jährigen Bestandsjubiläum des Klosters Neustift) und Motetten für den Brixner Domchor. Auch seine Advents-, Weihnachts-, Dreikönigs- und Marienlieder fanden Anklang. Aus Gassers Feder stammt ebenso eine Oper mit dem Titel "Die Banditen".